# Alban Darche

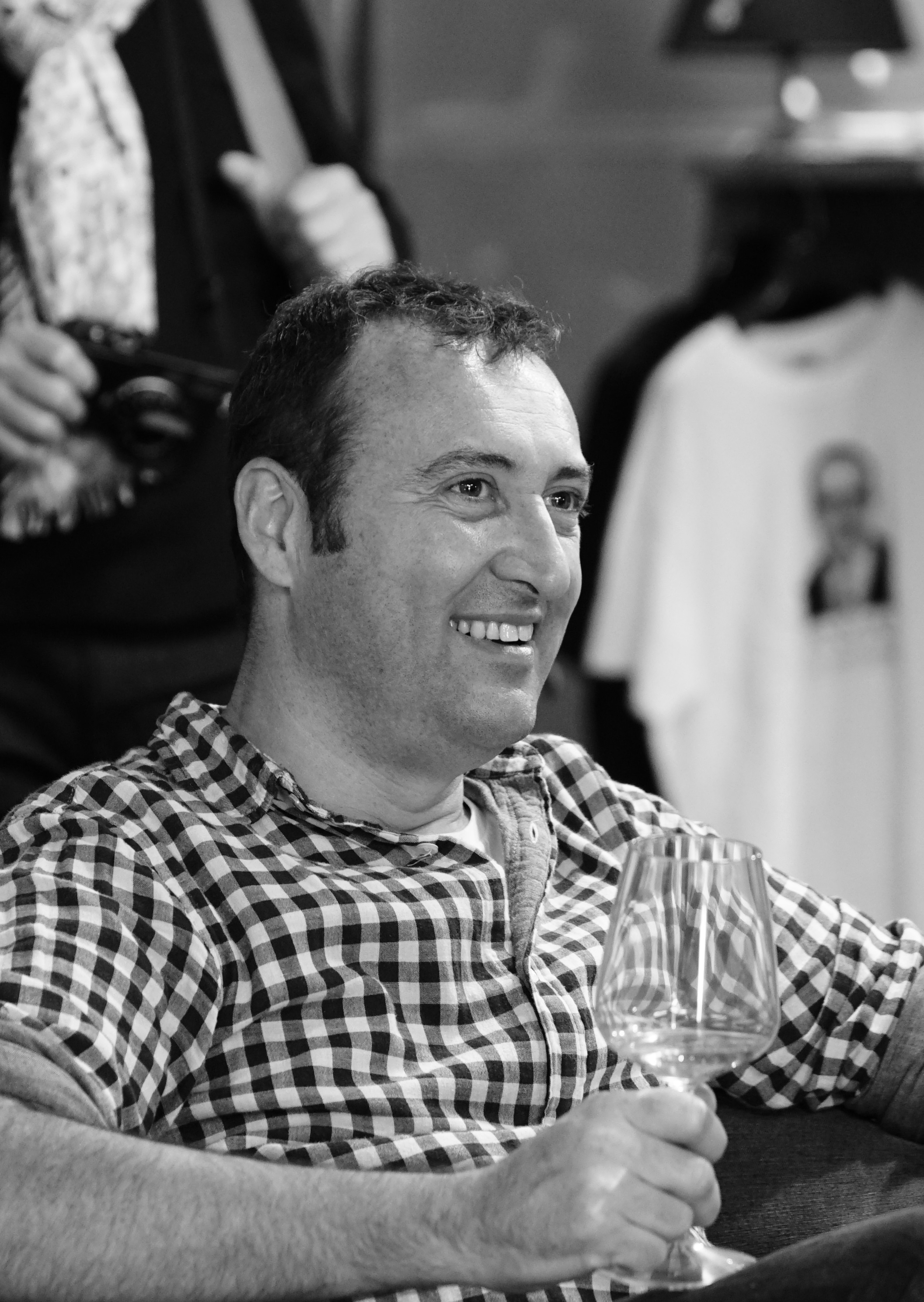
Alban Darche (2018)

Alban Darche (* 19. April 1974 in Quimper) ist ein französischer Jazzmusiker (Saxophon, Komposition).

## Wirken
Darche, der zunächst wissenschaftliche Interesse verfolgte, studierte klassische Musik am Konservatorium von Nantes, um sich 1995 in die Jazzklasse des Conservatoire national supérieur de musique et de danse de Paris einzuschreiben.
Nach seinem Abschluss gründete Darche sein Trio AD3 (mit dem Bassisten Frédéric Chiffoleau und dem Schlagzeuger Emmanuel Birault), das Quintett Cube mit Sébastien Boisseau, Christophe Lavergne sowie Geoffroy Tamisier und die Bigband Gros Cube, mit der er mehrere Alben herausbrachte. Gemeinsam mit John Hollenbeck leitete er das internationale Quartett JASS (mit Sébastien Boisseau und Samuel Blaser). Sein Album Perception instantanée (2014) mit seinem Nonett OrphiCube (mit dem Akkordeonisten Didier Ithursarry) gehört für Karl Lippegaus „zu den schönsten französischen Jazzalben der letzten Jahre.“ Weiterhin war er auch Mitglied von Jean-Louis Pommiers Qüntêt, von Fred Pallems Sacre du Tympan und gehörte auch zum Jazzophone Quartet, Klezmerstone, Quartethno und Laia Gencs Liaison Tonique 5.
Gemeinsam mit Sébastien Boisseau und Jean-Louis Pommier gründete Darche 2000 das Label Yolkmusic, das 2019 den Victoire du Jazz als „Label des Jahres“ erhielt; die drei Musiker treten auch als Yolk Trio auf (Clover, 2020). Das Album Longboard: Being Wild, das er mit Matthieu Donarier und Meivelyan Jacquot vorlegte, wurde für den Award der Jazz Journalists Association 2020 in der Kategorie „Beste Albumkunst“ nominiert. Zudem arbeitete er mit dem Orchestre National de Jazz, Philippe Katerine, Thomas de Pourquery, Jeanne Added, Gábor Gadó, Tim Berne, Marc Ducret, Julien Lourau, Kenny Wheeler, Driss El Maloumi, Baptiste Trotignon und André Minvielle, als Theatermusiker auch mit dem Regisseur Sylvain Maurice, dem Choreographen Nasser Martin-Gousset und der Dramatikerin Marion Aubert.
Als Komponist verwendet Darche „Jazz-Rock und Kammermusik, wilde Tangos und euphorisierende Balkanfolklore, Paso Doble und Musette-Walzer“ als Material eigenständiger Werke, in denen „unbändige Spiellust und Humor nicht zu kurz“ kommen. 2016 komponierte er zusammen mit Mathias Rüegg und Jean-Christophe Cholet Le Tombeau de Poulenc für Bigband und zwei Pianisten (Album 2017 bei Yolkmusic). Von 2014 bis 2016 arbeitete er im Rahmen des DGCA/Sacem Programms für assoziierte Residenzkomponisten am Estran von Guidel und für das Théâtre de Sartrouville et des Yvelines. 2017 war er Preisträger des Programms Adami-365. 2021 legte er mit seiner umbesetzten Bigband Le Gros Cube das Album Le Gros Cube #2 vor. Bis 2021 war er bei Musique et Danse en Loire Atlantique tätig. 2023 legte er mit François Ripoche, Sylvain Rifflet, und Matthieu Donarier das Album Xmas saX vor.